# Життя і смерть полковника Блімпа
«Життя і смерть полковника Блімпа» (англ. The Life and Death of Colonel Blimp) — британський фільм-драма 1943 року, поставлений режисерами Майклом Пауеллом та Емериком Прессбургером. Перший фільм, що випустила компанія «The Archers» (укр. Лучники), яку створили Пауелл і Прессбургер 1943 року.

## Сюжет
1942 рік. Англійська армія проводить навчання з оборони Лондона. «Війна повинна початися опівночі», свідчить інструкція. Але молодий офіцер-ополченець Спад Вілсон вважає, що у боротьбі з фашистами не треба дотримуватися правил і будь-які удари дозволені, якщо вони ефективні. Тому він вирішує почати атаку о 6 годині та захопити в полон генерала Клайва Кенді й інших високопоставлених чинів, замкнувши їх у сауні. Ця витівка вдається прекрасно. Вступивши з молодим Вілсоном у перестрілку в басейні, літній генерал Кенді згадує себе у віці цього шмаркача, сорок років тому.
Коли добігає кінця англо-бурська війна, за участь у якій Клайв отримав «Хрест Вікторії», він дізнається від працюючої у Берліні молодої англійки Едіт Гантер, що проти Англії готується наклепницький пропагандистський випад, і, всупереч приписам начальства, вирушає до німецької столиці на зустріч з деяким Кауніцем, головним ініціатором брудної кампанії. У популярному міському кафе він ображає Кауніца, а разом з ним — увесь полк, в якому той служить. Призначається дуель між Кенді і лейтенантом Тео Кречмаром-Шульдорфом, якому випало захищати честь полку. Обидва супротивники поранені на дуелі і в лікарні стають друзями. Тео закохується в Едіт і зізнається в цьому Кенді, якого марно вважав її нареченим. Тео одружується на Едіт. І тільки потім Клайв виразно розуміє, що в глибині душі теж кохав Едіт.
Упустивши жінку свого життя, Клайв назавжди зберігає в серці тугу за нею. Повернувшись до Лондона, він починає зустрічатися з сестрою Едіт, сподіваючись знайти в ній хоч частку своєї коханої, але стосунки не складаються. Декілька років він тільки й робить, що полює та прикрашає трофеями стіни величезного особняка, що дістався від тітки. 1914 року на фронті він зустрічає у французькому монастирі медсестру, напрочуд схожу на Едіт. Її звуть Барбара Вінн, і скоро вона стає його дружиною. Дізнавшись про перемир'я, Кенді радіє, що «доброчесні» правила ведення бою взяли верх над підлими хитрощами германського ворога. Він відвідує свого друга Тео в таборі для військовополонених, але той відмовляється з ним говорити. Після звільнення Тео дзвонить йому з вокзалу. Вони знову зустрічаються. Тео у відчаї. Кенді знайомить його зі своїми друзями по клубу і запевняє, що англійці зовсім не мають наміру принижувати переможеного ворога: навпроти, вони готові допомогти йому звестися на ноги.
Минають роки. 1926 року помирає Барбара. Кенді знову з головою заглиблюється в полювання — тільки це заняття допомагає йому угамувати тугу. Підписують Мюнхенські угоди. Тео, що в 1920 році подав у відставку, просить дозволу на еміграцію до Англії. Його дружина Едіт померла, а двоє синів стали переконаними фашистами. Сам він з презирством ставиться до того, що відбувається в Німеччині. Кенді, що повернувся на службу, зустрічається з ним і хоче допомогти йому залишитися в Англії. Він готується виступити по радіо, але його промову в останню хвилину скасовують. Він в люті. Тео розуміє, чому його не підпустили до мікрофона. Він намагається пояснити Кенді, що колишні методи ведення війни застаріли з появою нового ворога — фашистів. «Це не джентльменська війна», — говорить він Кенді, але тому важко пристосуватися до нової реальності. Кенді намагається принести користь в ополченні, якому довірена оборона Лондона. Своїм водієм він призначає Анджелу Кеннон на прізвисько «Джоні» — дівчину, дивним чином схожу на Едіт і Барбару. Вона — наречена лейтенанта Вілсона, чия успішна хитрість служить живою ілюстрацією слів Тео. У боротьбі з фашистами потрібно забути про правила. Кенді обіцяє Тео зробити все, щоб Вілсон уникнув покарання.

## У ролях
| • Роджер Лівсі    | … | Клайв Кенді              |
| • Дебора Керр     | … | Едіт / Барбара / Анджела |
| • Антон Волбрук   | … | Тео Кречмар-Шульдорф     |
| • Урсула Джинс    | … | фрау фон Кальтенек       |
| • Джеймс Маккечні | … | Спад Вілсон              |
| • Девід Гатчесон  | … | Гоппі                    |
| • Роналд Калвер   | … | полковник Беттеридж      |
| • Алберт Лівен    | … | фон Ріттер               |
| • Артур Вонтнер   | … | радник посольства        |
| • Джон Лорі       | … | Мердок                   |
| • Фелікс Ейлмер   | … | єпископ                  |
| • Карл Яффе       | … | фон Ройманн              |
| • Девід Ворд      | … | Кауніц                   |

## Знімальна група
- Автори сценарію — Майкл Пауелл, Емерик Прессбургер
- Режисери-постановники — Майкл Пауелл, Емерик Прессбургер
- Продюсери — Майкл Пауелл, Емерик Прессбургер
- Асистент продюсера — Річард Вернон
- Оператор — Жорж Періналь
- Композитор — Аллан Грей
- Монтаж — Джон Сібурн старший
- Художник-постановник — Альфред Юнге
- Художник по костюмах — Джозеф Бату

## Нагороди та номінації
| Список нагород та номінацій       | Список нагород та номінацій | Список нагород та номінацій | Список нагород та номінацій      | Список нагород та номінацій | Список нагород та номінацій |
| Кінопремія                        | Рік                         | Категорія                   | Номінант(и)                      | Результат                   |                             |
| --------------------------------- | --------------------------- | --------------------------- | -------------------------------- | --------------------------- | --------------------------- |
| Національна рада кінокритиків США | 1945                        | ТОП-10 фільмів              | Життя і смерть полковника Блімпа | Перемога                    |                             |
| Спільнота кінокритиків Нью-Йорка  | 1946                        | Найкращий фільм             | Життя і смерть полковника Блімпа | 3-є місце                   |                             |
| Спільнота кінокритиків Нью-Йорка  | 1946                        | Найкраща акторка            | Дебора Керр                      | Перемога                    |                             |